# Белые Столбы

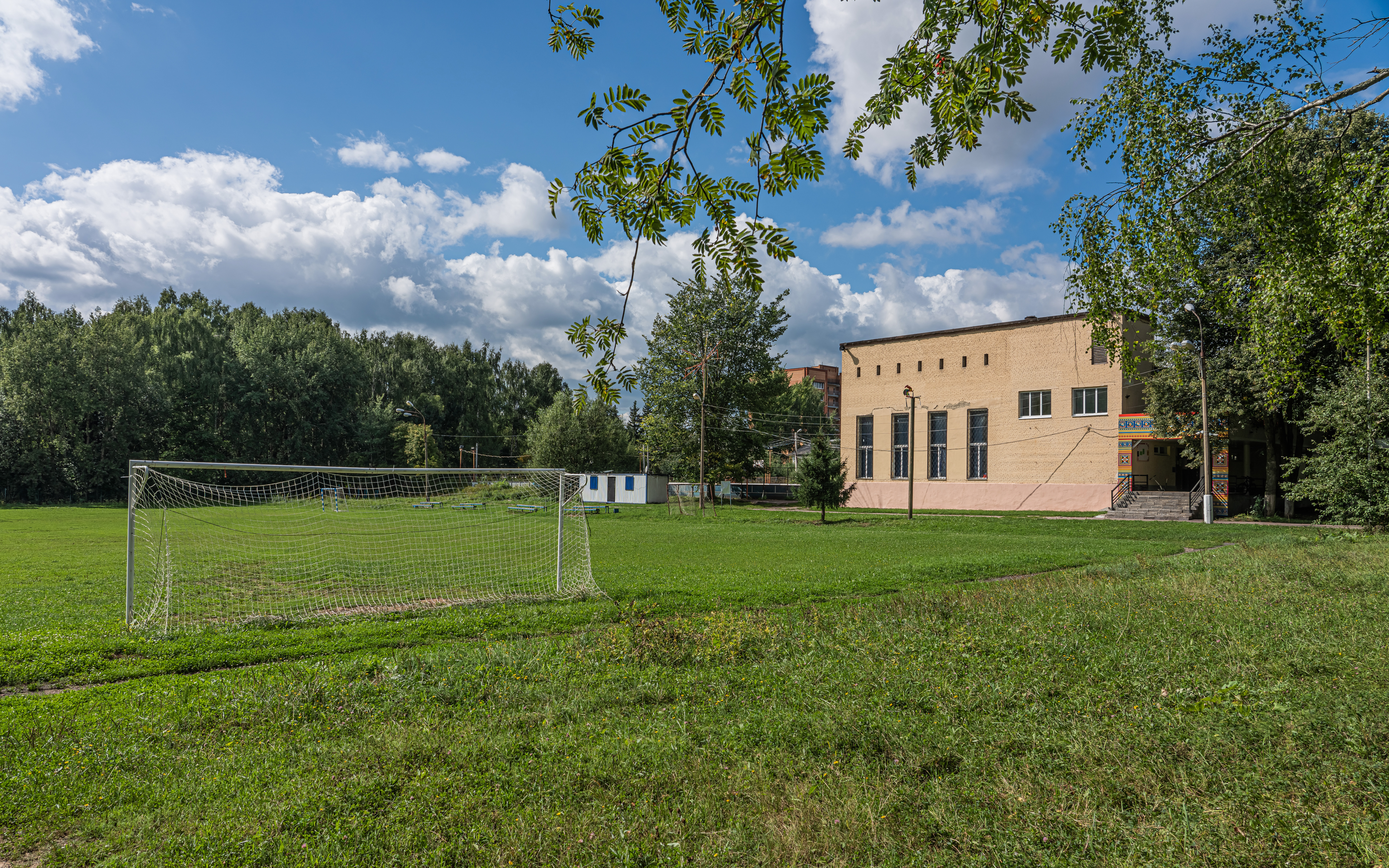
Стадион и дом культуры в Белых Столбах

Бе́лые Столбы́ — микрорайон города Домодедово Московской области, до 2005 года — посёлок городского типа Домодедовского района.

## Топография посёлка
С севера границей посёлка является автодорога Московское малое кольцо — так называемая «малая бетонка», с юга посёлок граничит с деревнями Данилово и Бехтеево. В двух километрах от западной границы посёлка проходит Каширское шоссе. Через посёлок с запада на восток течёт ручей под названием Никифоровка, на котором имеются три больших пруда (Громовский, Школьный и Артемьевский). Железная дорога делит поселок на две половины: западную — промышленную и восточную — дачную. В западной половине выделяются три части: дачная — вытянутая вдоль железнодорожной линии, часть с многоэтажными домами, в которых ранее жили в основном работники гидрогеологической экспедиции 16-го района и кирпичного завода, и часть, состоящая из многоэтажек, относящихся к Госфильмофонду.
Посёлок окружён лесами и сельскохозяйственными полями.
Вокруг посёлка обильно строятся складские терминалы, так называемые перехватывающие склады, поскольку посёлок расположен на пересечении транспортных артерий:
- автомагистраль М4 Дон;
- Каширское шоссе;
- Павелецкое направление МЖД;
- Малое Бетонное кольцо (Московское малое кольцо).

## История
Земля, на которой расположен современный посёлок, после Смуты начала XVII века была пожалована новокрещенцам Алалыкиным, Барановым, Богатырёвым и др. за их участие в обороне Москвы от поляков. С 70-х годов вплоть до крестьянской реформы 1861 года она принадлежала представителям известного дворянского рода Полуектовых. В годы реформы часть её отошла в надел крестьянам, а оставшуюся после надела землю помещики продали разным лицам.

В XXI веке завершена реконструкция электроснабжения посёлка, налажено уличное освещение, асфальтированы многие его улицы.

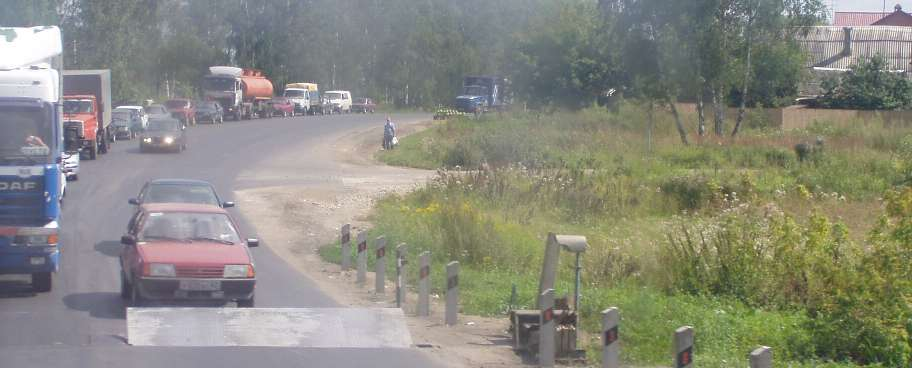
Ликвидированный в 2014 году переезд «бетонки» на окраине посёлка (построена эстакада)

19 июля 2004 года постановлением губернатора Московской области дачный посёлок Барыбино был присоединён к дачному посёлку Белые Столбы. А уже 17 августа сам дачный посёлок Белые Столбы был присоединён к городу Домодедово. 1 ноября 2004 года был создан микрорайон Белые Столбы города Домодедово в границах бывшего посёлка.

## Население
| 1989 | 2002  | 2018  |
| ---- | ----- | ----- |
| 5804 | ↘5609 | ↗7000 |

## Достопримечательности

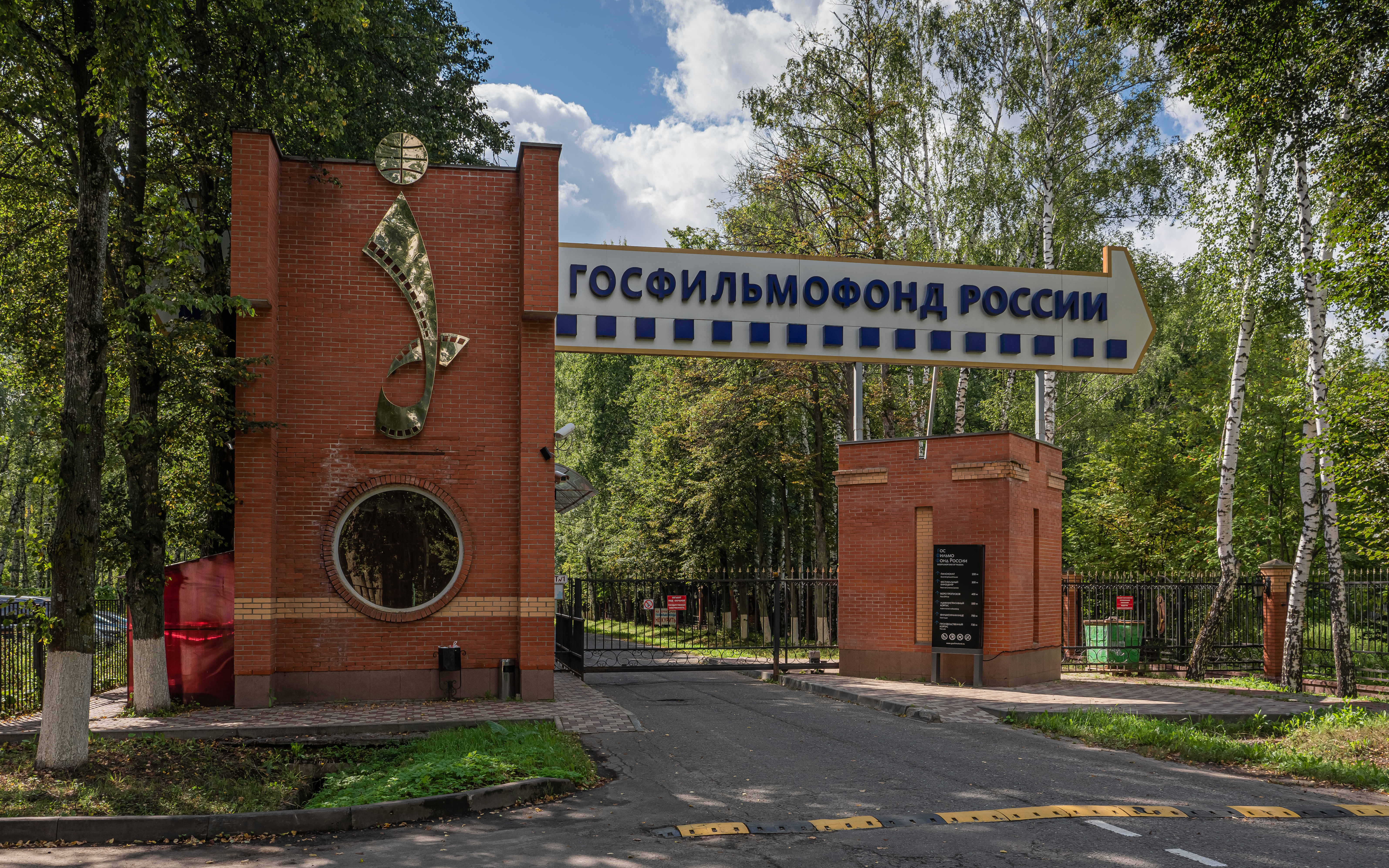
Проходная Госфильмофонда со стороны Белых Столбов

- В 1941—1942 годах в селе Меткино близ станции Белые Столбы жила блаженная старица Матрона Московская. Дом, в котором она жила, не сохранился: сгорел в 80-х годах XX века.
- в  микрорайоне расположен Госфильмофонд Российской Федерации, созданный на базе фильмохранилища в октябре 1948 года.

## Предприятия
В микрорайоне располагается:
- Госфильмофонд России, с 1997 по 2020 год зимой проводился ежегодный фестиваль архивного кино «Белые Столбы»;
- Кирпичный завод, основанный в 1913 году, пережил советское время и затем перешёл к «СУ-155», закрыт в 2015 г.;
- Гидрогеологическая экспедиция 16-го района (не функционирует);
- таможенный терминал;
- складские помещения различного рода и назначения.

## Транспорт

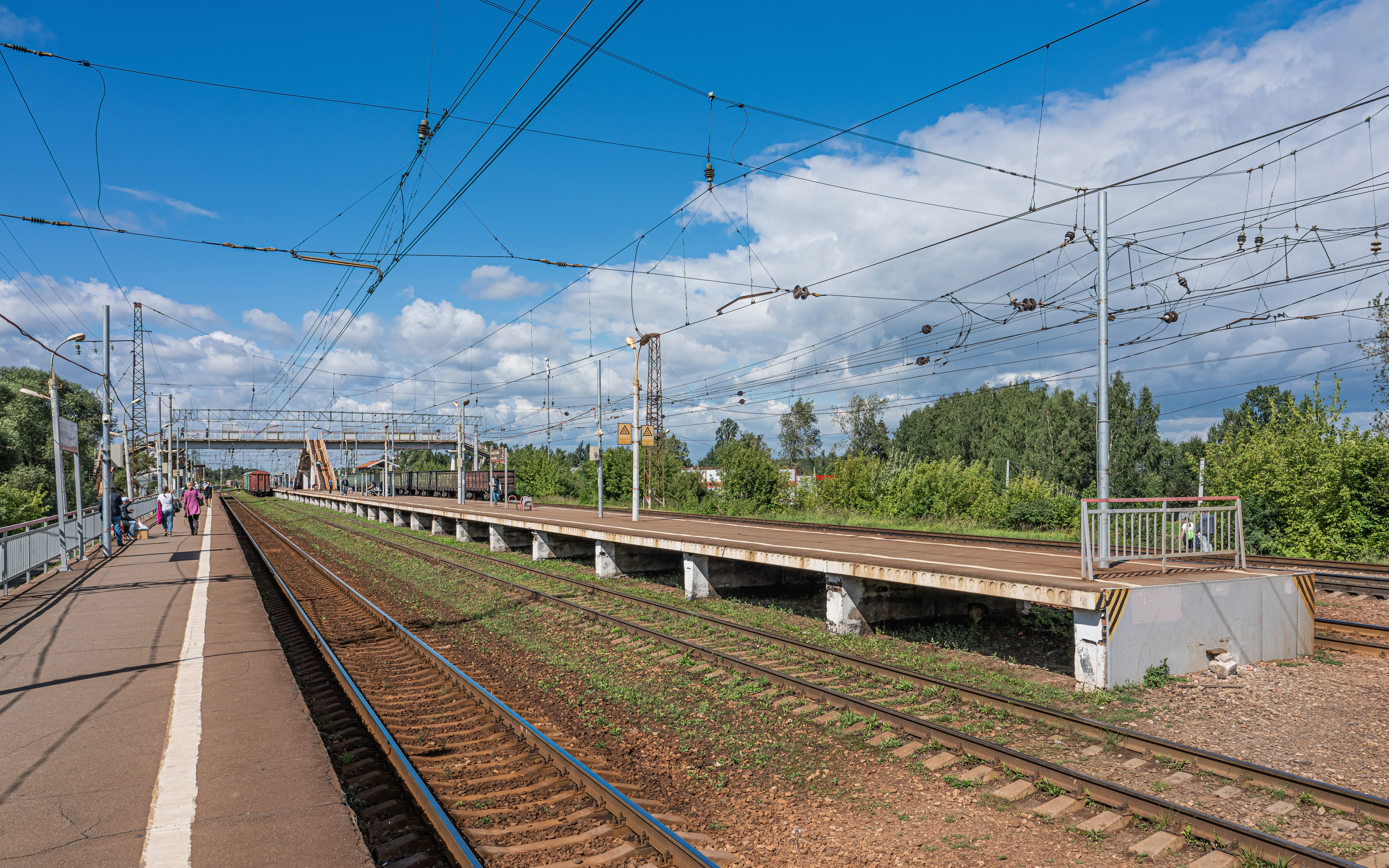
Станция Белые Столбы

Станция Белые Столбы расположена на Павелецком направлении Московской железной дороги. Электропоезда связывают её со станцией Москва-Павелецкая на севере и станцией Узуново на юге, а также с ответвлениями от магистральной линии до платформы Аэропорт и с Большим кольцом Московской железной дороги.
Белые Столбы связаны регулярными автобусными перевозками с населёнными пунктами:
- город Бронницы (маршрут № 63)[10];
- город Подольск (маршрут № 71)[11];
- город Домодедово (центральная часть) (маршрут № 18)[12];
- город Москва (маршрут № 512);
- совхоз «Красный Путь» (маршрут № 42)[13].

В 2012 году началось строительство автодорожной эстакады над железнодорожными путями (открыта 15 октября 2014 года).